# Sân vận động Krestovsky
Sân vận động Krestovsky, được gọi là Gazprom Arena vì lý do tài trợ (tiếng Nga: «Газпром Арена»), là một sân vận động có mái che có thể thu vào với mặt sân có thể thu vào nằm ở phía tây của Đảo Krestovsky ở Sankt-Peterburg, Nga. Đây là sân nhà của F.K. Zenit Sankt Peterburg. Sân vận động được khánh thành vào năm 2017 để tổ chức Cúp Liên đoàn các châu lục. Sân được gọi là Sân vận động Saint Petersburg trong Cúp Liên đoàn các châu lục 2017, Giải vô địch bóng đá thế giới 2018 và Giải vô địch bóng đá châu Âu 2020.

## Tổng quan
Sân vận động được xây dựng như một trong những địa điểm tổ chức Giải vô địch bóng đá thế giới 2018. Cuộc thi giữa các dự án kiến trúc đã giành chiến thắng trong tác phẩm "Con tàu vũ trụ" của Kurokawa Kisho. Thiết kế của sân vận động là một phiên bản sửa đổi và phóng to của Sân vận động Toyota ở Thành phố Toyota, Nhật Bản, cũng được thiết kế bởi Kurokawa. Sân vận động được xây dựng trên vị trí mà Sân vận động Kirov trước đây từng được xây trước khi bị phá bỏ. Sức chứa 56.196 chỗ ngồi đã được tăng lên 68.000 chỗ ngồi cho World Cup. Sân cũng có 104 hộp bầu trời được thiết kế sang trọng.
Năm 2005, quy hoạch của sân vận động bắt đầu. Công việc xây dựng ban đầu bắt đầu vào năm 2008.
Vào tháng 1 năm 2009, The St. Petersburg Times đưa tin rằng dự án hiện được tài trợ bởi chính quyền thành phố St Petersburg, với việc Gazprom chuyển sang xây dựng một dự án nhà chọc trời riêng biệt. Tòa thị chính phải vào cuộc sau khi Gazprom từ chối đầu tư thêm tiền vào việc xây dựng sân vận động. Trước khi sân vận động được đặt tên là Sankt-Peterburg vào tháng 10 năm 2015, sân được biết đến với các tên gọi là Zenit Arena, Gazprom Arena và Piter Arena.
Vào ngày 25 tháng 7 năm 2016, tổng thầu Inzhtransstroy-Spb, đã đưa ra một tuyên bố rằng chính quyền thành phố đã không thanh toán được 1 tỷ rúp (15,8 triệu đô la theo tỷ giá hối đoái hiện tại) và đã ngừng công việc. Ngày hôm sau hợp đồng bị chấm dứt. Vào ngày 1 tháng 8, có báo cáo về gió làm hư hại các bộ phận của lớp vỏ kim loại, và lũ lụt.
Cuối tháng 8 năm 2016, tổng thầu mới là Metrostroy lại tiếp tục thi công trên công trường.
Vào tháng 4 năm 2017, công việc xây dựng sân vận động đã được hoàn thành. Tổng chi phí xây dựng của sân vận động lên tới 24 tỷ rúp. Trận đấu chính thức đầu tiên được tổ chức tại sân vận động là trận đấu ở Giải bóng đá Ngoại hạng Nga giữa F.K. Zenit Sankt Peterburg và FC Ural vào ngày 22 tháng 4 năm 2017. Branislav Ivanović đã ghi bàn thắng đầu tiên trong lịch sử của sân vận động.
Vào ngày 17 tháng 6 năm 2017, trận đấu đầu tiên của Cúp Liên đoàn các châu lục 2017 được tổ chức trên sân vận động với trận đấu bảng A giữa chủ nhà Nga và New Zealand.
Vào ngày 2 tháng 7 năm 2017, trận chung kết Cúp Liên đoàn các châu lục 2017 được tổ chức tại sân vận động giữa Chile và Đức, trở thành trận đấu có nhiều khán giả nhất giải đấu và cũng lập kỷ lục về lượng khán giả đến sân.
Vào ngày 15 tháng 2 năm 2018, chính quyền Sankt-Peterburg đã ký hợp đồng về quyền và sử dụng sân vận động với Zenit Arena LLC, công ty con của câu lạc bộ bóng đá Zenit.
Vào ngày 16 tháng 12 năm 2018, sân vận động đã tổ chức trận đấu khúc côn cầu Channel One Cup giữa Nga và Phần Lan. Nga giành chiến thắng với tỉ số 5–0. 81.000 khán giả đã theo dõi trận đấu, lập kỷ lục khán giả của một trận đấu khúc côn cầu trên băng ở Nga và châu Âu.
Vào ngày 2 tháng 8 năm 2019, Rammstein đã biểu diễn một buổi hòa nhạc trong chuyến lưu diễn Euro-Stadion-Tour tại sân vận động này.

## Sự kiện thể thao

### Cúp Liên đoàn các châu lục 2017
| Ngày                | Thời gian | Đội #1      | Kết quả | Đội #2      | Vòng      | Khán giả |
| ------------------- | --------- | ----------- | ------- | ----------- | --------- | -------- |
| 17 tháng 6 năm 2017 | 18:00     | Nga         | 2 - 0   | New Zealand | Bảng A    | 50.251   |
| 22 tháng 6 năm 2017 | 18:00     | Cameroon    | 1 - 1   | Úc          | Bảng B    | 35.021   |
| 24 tháng 6 năm 2017 | 18:00     | New Zealand | 0 - 4   | Bồ Đào Nha  | Bảng A    | 56.290   |
| 2 tháng 7 năm 2017  | 21:00     | Chile       | 0 - 1   | Đức         | Chung kết | 57.268   |

### World Cup 2018
Sân vận động Krettovvsky được tổ chức 7 trận đấu tại World Cup 2018, bao gồm 4 trận đấu ở vòng bảng, 1 trận ở vòng 16 đội, 1 trận bán kết và trận tranh hạng 3.
| Ngày                | Thời gian | Đội #1    | Kết quả | Đội #2     | Vòng          | Khán giả |
| ------------------- | --------- | --------- | ------- | ---------- | ------------- | -------- |
| 15 tháng 6 năm 2018 | 18:00     | Maroc     | 0 - 1   | Iran       | Bảng B        | 62.548   |
| 19 tháng 6 năm 2018 | 21:00     | Nga       | 3 - 1   | Ai Cập     | Bảng A        | 64.468   |
| 22 tháng 6 năm 2018 | 15:00     | Brasil    | 2 - 0   | Costa Rica | Bảng E        | 64.468   |
| 26 tháng 6 năm 2018 | 21:00     | Nigeria   | 1 - 2   | Argentina  | Bảng D        | 64.468   |
| 3 tháng 7 năm 2018  | 17:00     | Thụy Điển | 1 - 0   | Thụy Sĩ    | Vòng 16 đội   | 64.042   |
| 10 tháng 7 năm 2018 | 21:00     | Pháp      | 1 - 0   | Bỉ         | Bán kết       | 64.286   |
| 14 tháng 7 năm 2018 | 17:00     | Bỉ        | 2 - 0   | Anh        | Tranh hạng ba | 64.406   |

### Euro 2020
Vào ngày 19 tháng 9 năm 2014, UEFA thông báo rằng sân vận động này sẽ tổ chức 4 trận đấu tại Euro 2020, gồm 3 trận vòng bảng và một trận tứ kết. Vào ngày 23 tháng 4 năm 2021, sân vận động được thông báo sẽ tổ chức thêm 3 trận đấu vòng bảng ở bảng E (Ba Lan vs Slovakia, Thụy Điển vs Slovakia và Thụy Điển vs Ba Lan) sau khi Sân vận động Aviva ở Dublin bị tước quyền đăng cai Euro 2020 do đại dịch COVID-19 đang diễn ra.
| Ngày                | Thời gian | Đội         | Kết quả                   | Đội      | Vòng   | Khán giả |
| ------------------- | --------- | ----------- | ------------------------- | -------- | ------ | -------- |
| 12 tháng 6 năm 2021 | 21:00     | Bỉ          | 3 - 0                     | Nga      | Bảng B | 26.264   |
| 14 tháng 6 năm 2021 | 18:00     | Ba Lan      | 1 - 2                     | Slovakia | Bảng E | 12.862   |
| 16 tháng 6 năm 2021 | 15:00     | Phần Lan    | 0 - 1                     | Nga      | Bảng B | 24.540   |
| 18 tháng 6 năm 2021 | 15:00     | Thụy Điển   | 1 - 0                     | Slovakia | Bảng E | 11.525   |
| 21 tháng 6 năm 2021 | 21:00     | Phần Lan    | 0 - 2                     | Bỉ       | Bảng B | 18.545   |
| 23 tháng 6 năm 2021 | 18:00     | Thụy Điển   | 3 - 2                     | Ba Lan   | Bảng E | 14.252   |
| 2 tháng 7 năm 2021  | 18:00     | Tây Ban Nha | 1 - 1 (S.h.p) (3 - 1 pen) | Thụy Sĩ  | Tứ kết | 24.764   |

## Chung kết UEFA Champions League 2022
Vào ngày 24 tháng 9 năm 2019, UEFA thông báo rằng sân vận động sẽ tổ chức trận chung kết UEFA Champions League 2021. Tuy nhiên, do những điều chỉnh của trận chung kết năm 2020 gây ra bởi đại dịch COVID-19 tại châu Âu, thời gian đăng cai của họ bị lùi lại một năm đến năm 2022.

## Dịch vụ
Các dịch vụ sau đây dành cho người hâm mộ đến thăm sân vận động:
- Điều hướng và hỗ trợ thông tin từ các tình nguyện viên.
- Thông tin (điểm đăng ký trẻ em, nơi giữ xe đẩy, văn phòng thất lạc và tìm thấy).
- Nhà kho.
- Bình luận mô tả bằng âm thanh dành cho những người hâm mộ bị mù hoặc khiếm thị.

Các tùy chọn chỗ ngồi bao gồm ghế không tiêu chuẩn cho khán giả cỡ lớn. Khán đài sân vận động bao gồm khu vực quan sát đặc biệt dành cho người khuyết tật, có chỗ cho xe lăn và người đi cùng.

### Điều kiện đối với khán giả là người khuyết tật
Sankt-Peterburg Arena cung cấp 560 chỗ ngồi cho người khuyết tật, 266 chỗ ngồi trong số đó dành cho người ngồi trên xe lăn. Hơn nữa, thiết kế sân vận động bao gồm các hành lang, thang máy và đường dốc đặc biệt để đảm bảo khả năng tiếp cận cho những khán giả bị hạn chế khả năng di chuyển.

## An toàn và bảo mật
Sân vận động đã được chuẩn bị đầy đủ cho các trận đấu của Giải vô địch bóng đá thế giới 2018 theo các yêu cầu của FIFA về sức chứa và an ninh. Sân vận động được trang bị hệ thống giám sát và nhận dạng video giúp phát hiện bất kỳ kẻ gây rối và người hâm mộ nào không được phép vào. Nhà thi đấu cũng được trang bị hệ thống báo động an ninh, hệ thống báo cháy và hệ thống chữa cháy bằng robot.